# Liste der Bodendenkmale in Tremsbüttel
In der Liste der Bodendenkmale in Tremsbüttel sind die Bodendenkmale der Gemeinde Tremsbüttel nach dem Stand der Bodendenkmalliste des Archäologischen Landesamts Schleswig-Holstein von 2016 aufgelistet. Die Baudenkmale sind in der Liste der Kulturdenkmale in Tremsbüttel aufgeführt.
| Denkmal-ID           | Befundart          | Bezeichnung                        | Zeitstellung                            | Lage | Bemerkungen | Bild |
| -------------------- | ------------------ | ---------------------------------- | --------------------------------------- | ---- | ----------- | ---- |
| aKD-ALSH-Nr. 004 954 | Befestigung > Burg | Landwehr/Wall/Schanze/Panzergraben | Frühgeschichte, Neuzeit, Zeitgeschichte |      |             |      |